# Cantone di Ribérac
Il Cantone di Ribérac è una divisione amministrativa dell'arrondissement di Périgueux.
A seguito della riforma approvata con decreto del 21 febbraio 2014, che ha avuto attuazione dopo le elezioni dipartimentali del 2015, è passato da 13 a 35 comuni.

## Composizione
I 13 comuni facenti parte prima della riforma del 2014 erano:
- Allemans
- Bourg-du-Bost
- Chassaignes
- Comberanche-et-Épeluche
- Petit-Bersac
- Ribérac
- Saint-Martin-de-Ribérac
- Saint-Méard-de-Drône
- Saint-Pardoux-de-Drône
- Saint-Sulpice-de-Roumagnac
- Siorac-de-Ribérac
- Vanxains
- Villetoureix

Dal 2015 i comuni appartenenti al cantone sono i seguenti 35:
- Allemans
- Bertric-Burée
- Bourg-des-Maisons
- Bourg-du-Bost
- Bouteilles-Saint-Sébastien
- Celles
- Cercles
- Champagne-et-Fontaine
- La Chapelle-Grésignac
- La Chapelle-Montabourlet
- Chassaignes
- Cherval
- Comberanche-et-Épeluche
- Coutures
- Gout-Rossignol
- La Jemaye
- Lusignac
- Nanteuil-Auriac-de-Bourzac
- Petit-Bersac
- Ponteyraud
- Ribérac
- Saint-André-de-Double
- Saint-Martial-Viveyrol
- Saint-Martin-de-Ribérac
- Saint-Méard-de-Drône
- Saint-Pardoux-de-Drône
- Saint-Paul-Lizonne
- Saint-Sulpice-de-Roumagnac
- Saint-Vincent-de-Connezac
- Siorac-de-Ribérac
- La Tour-Blanche
- Vanxains
- Vendoire
- Verteillac
- Villetoureix